# Leszek Jodliński
Leszek Jodliński (ur. 27 kwietnia 1967 w Gliwicach) – polski historyk sztuki, politolog, muzeolog, wydawca, pracownik administracji publicznej i samorządowej oraz gremiów eksperckich. Laureat Nagrody im. Wojciecha Korfantego, za dokonania w dziedzinie nowoczesnej promocji dziedzictwa kulturowego.

## Edukacja
Absolwent V Liceum Ogólnokształcącego im. A. Struga w Gliwicach w 1986 r., podczas nauki był laureatem Olimpiady Artystycznej w roku 1985. Ukończył w 1991 r. historię sztuki na Uniwersytecie Jagiellońskim oraz Krajową Szkołę Administracji Publicznej w kwietniu 1998 r. Jest również absolwentem studiów podyplomowych w zakresie Integracji Europejskiej na Uniwersytecie Warszawskim. W 1995 r. przebywał na stypendium w Heidelbergu. Od 1997 r. należy do stowarzyszenia zrzeszającego absolwentów Uniwersytetu w Heidelbergu – Heidelberg Alumni International. W latach 2006–2007 studiował w Narodowym Podyplomowym Instytucie Studiów Politycznych (Graduate Institute for Policy Studies) w Tokio, uzyskując tytuł M.A. public policy, równoważny tytułowi magistra.

## Kariera zawodowa
W 1998 r. został wicedyrektorem sekretariatu Urzędu Komitetu Integracji Europejskiej, w roku następnym dyrektorem Departamentu Współpracy Międzynarodowej i promocji w Urzędzie Marszałkowskim Województwa Małopolskiego. W latach 2001–2002 był dyrektorem Departamentu Integracji Europejskiej i Współpracy z Zagranicą w Ministerstwie Pracy i Polityki Socjalnej w Warszawie. W latach 2002–2003 był dyrektorem projektu „Rok Polski w Austrii”, którego koordynatorem był Instytut Adama Mickiewicza.
W latach 2003–2008 był dyrektorem muzeum w Gliwicach, pomysłodawcą i inicjatorem Gliwickich Dni Dziedzictwa Kulturowego, w ramach których udostępniono m.in. do zwiedzania wieżę kościoła Wszystkich Świętych (2003), przywrócono żeglugę krajoznawczą po Kanale Gliwickim (2004). Dni doczekały się cyklicznych wydawnictw popularyzujących dziedzictwo Gliwic i Ziemi Gliwickiej.
Od 2007 r. jest wykładowcą na Uniwersytecie Śląskim oraz do 2015 r. prowadził zajęcia w ramach Podyplomowego Studium Muzeologicznego na Uniwersytecie Jagiellońskim.
W 2010 r. był uczestnikiem Kongresu Kultury Województwa Śląskiego i autorem raportu sektorowego dotyczącego muzeów w województwie śląskim. W tymże roku był pomysłodawcą konkursu na najpiękniejsze śląskie słowo i współredaktorem antologii Najpiękniejsze Śląskie słowo, która doczekała się kilku wydań i nominacji do klubu książki Radiowej Trójki.
W drodze konkursu został wybrany na stanowisko dyrektora Muzeum Śląskiego w Katowicach. Urząd objął 14 lutego 2008 r. Jego głównym zadaniem było przygotowanie inwestycji budowy nowej siedziby muzeum, nadzór nad jej realizacją i otwarcie muzeum w założonym terminie. Podjął również, m.in. prace nad wystawą stałą historii Górnego Śląska. Projekt scenariusza wystawy spotkał się z protestami niektórych środowisk. Wyłonionemu w konkursie projektowi zarzucano m.in. eksponowanie niemieckich i regionalnych wątków w historii Śląska, kosztem polskich tradycji. Koncepcję tę utożsamiono z wizją historii regionu bliską środowiskom Ruchu Autonomii Śląska (RAŚ). Jodliński pełnił funkcję dyrektora muzeum do 31 marca 2013 roku.
W Muzeum Śląskim wprowadził m.in. w życie swoje pomysły udostępniania malarstwa dla osób niepełnosprawnych i otwarcia pierwszej w polskim muzeum stałej trasy zwiedzania malarstwa dla osób niewidzących i niedowidzących. Pod jego kierunkiem Muzeum Śląskie wydało 74 pozycje książkowe (katalogi, albumy, opracowania historyczne). Kolekcja muzeum wzrosła z 74 tys. obiektów do 105 tysięcy. W trakcie przygotowań do otwarcia muzeum zainaugurował akcję „Dopisz się do historii”. Zebrane w trakcie jej trwania przedmioty (ponad 2000) miały zostać wykorzystane na wystawie stałej w Muzeum Śląskim.
Po zwolnieniu z Muzeum Śląskiego został naczelnikiem Wydziału Marketingu i Komunikacji Muzeum Ziemi Śląskiej w Opawie w Czechach. W roku 2015 bez powodzenia startował w wyborach co Sejmu RP z pozycji nr 3, z bezpartyjnej listy Zjednoczeni dla Śląska. W roku 2015 ubiegał się o stanowisko dyrektora Muzeum Armii Krajowej w Krakowie, jednak opinie części działaczy ze Śląska udaremniły te starania.
26 kwietnia 2016 r. zarząd województwa śląskiego, z pominięciem procedury konkursowej, zdecydował, że Jodliński obejmie funkcję dyrektora Muzeum Górnośląskiego w Bytomiu. Działania dyrektora spowodowały ponad dwukrotne zwiększenie frekwencji w muzeum, z 15 do 37 tysięcy odwiedzających rocznie. W 2017 roku, na pięćsetlecie reformacji, zorganizował wystawę o dziedzictwie Marcina Lutra, a muzeum wydało naukowe opracowanie. Zainicjował i podpisał porozumienie z 22 sierpnia 2017 roku w sprawie przeniesienia wyposażenia i biblioteki dawnego żydowskiego domu modlitwy do Muzeum Górnośląskiego, w wyniku którego pozyskano 700 przedmiotów z dawnego żydowskiego domu modlitwy i zorganizowano wystawę o bytomskich Żydach. Na stulecie odzyskania przez Polskę niepodległości miała miejsce wystawa „100 × 100. Nasze stulecie”. 28 lutego 2019 r. został odwołany ze stanowiska, po czym wystąpił na drogę sądową, argumentując, że zwolnienie przed upływem terminu kontraktu było bezpodstawne. 12 lipca 2019 Wojewódzki Sąd Administracyjny uznał decyzję zarządu województwa za nieważną. Po odwołaniu przez marszałka Jakuba Chełstowskiego do NSA w drugiej instancji zapadł prawomocny wyrok (sygn. akt. II OSK 3541/19) uznający zwolnienie Jodlińskiego za bezprawne i unieważniający uchwałę, na mocy której stracił posadę dyrektora Muzeum Górnośląskiego.
Jodliński był członkiem rady programowej ESK Katowice 2016, członkiem rady muzeów w Opawie (2010–2015) oraz w Pszczynie (do maja 2019). Jako ekspert projektu Wirtualne Muzea Małopolski, wspierał zdigitalizowanie zbiorów 35 placówek muzealnych Województwa Małopolskiego (2010–2013). Uczestniczył w wielu konferencjach m.in. w Seminariach Śląskich w Kamieniu Śląskim, w konferencji TEDex, w Europejskim Forum Ekonomicznym w 2012 w ramach panelu „Kultura i biznes. Bliżej siebie”. Gościł też w 2015 r. na II Małopolskim Kongresie Kobiet.
Po zwolnieniu z Muzeum Górnośląskiego prowadzi działalność doradczą, wydawniczą i pisarską.
Przetłumaczył, opatrzył komentarzem i wydał Dziennik księdza Franza Pawlara – zapis tragedii górnośląskiej oczami ówczesnego proboszcza Pławniowic. W 2018 r. prowadzone przez niego Wydawnictwo Azory wydało drugie, poprawione wydanie książki, pierwotnie wydanej w 2015 roku.
Od 14 marca 2019 r. jest członkiem rady przy Ministrze Kultury Republiki Czeskiej, w sprawie zachowania i rozwoju narodowego zabytku Dolni Vitkovice w Ostrawie.
Zaproszony do udziału w wyborach do Sejmu w 2019 roku przez Mniejszość Niemiecką zdecydował się kandydować z ostatniego miejsca listy Koalicji Obywatelskiej w okręgu numer 29 obejmującym Gliwice, Zabrze, Tarnowskie Góry i Bytom. W 2025 powierzono mu do 31 marca 2026 obowiązki dyrektora Muzeum w Gliwicach.

## Nagrody i wyróżnienia
- Laureat konkursu „Śląska Rzecz 2011” za projekt „Sztuka przez dotyk” udostępniający malarstwo polskie XIX–XX w. osobom niewidomym i niedowidzącym w formie stałej trasy zwiedzania w Muzeum Śląskim oraz wystawy multisensorycznej „Piękno dotyku”[29].
- Wyróżniony Honorową Nagrodą im. W. Korfantego w kwietniu 2013 roku za nowoczesną promocję dziedzictwa Górnego Śląska.
- Współlaureat nagrody Marszałka Województwa Śląskiego za wystawę muzealną 2016 r. – Dar Samuela Hirscha[30].
- Wyróżnienie Sybilla 2017 dla Muzeum Górnośląskiego w kategorii Konserwacja i ochrona dziedzictwa kultury za zainicjowany przez Jodlińskiego projekt „Konserwacja i ochrona Domu Modlitwy Kongregacji Wyznania Mojżeszowego w Bytomiu przed całkowitym zniszczeniem”[31].
- Srebrna Odznaka Honorowa za Zasługi dla Województwa Śląskiego w 2017 roku.
- Nominowany dwukrotnie do nagrody im. Janoscha w 2017 i 2018 roku[32].
- Wyróżniony 15 lutego 2019 roku przez ambasadora RFN w Polsce dyplomem uznania za szczególne zasługi dla współpracy polsko-niemieckiej.
- Alumni miesiąca marca 2019 roku na swojej macierzystej uczelni GRIPS w Tokio.

## Wybrane publikacje i artykuły
Jest autorem tekstów poświęconych historii sztuk, w których podejmował także wątki związane z historią architektury, fotografią i rzemiosłem artystycznym. Między innymi jest autorem pierwszej monografii Domu tekstylnego Weichamnna w Gliwicach, Ericha Mendelsohna. Od 2014 roku prowadzi w Internecie autorski blog Jodłowanie.
- Leszek Jodliński, Dom tekstylny Weichmanna – nieznane dzieło Ericha Mendelsohna, Seria monograficzna Muzeum w Gliwicach nr 4, Gliwice 1994.
- Leszek Jodliński, Erich Mendelsohn’s Expressionist Theory of Architecture (Years 1910–1923) [in:] “International Cultural Centre”, Yearly No. 3, Kraków 1994, p. 49–60
- Leszek Jodliński, Kartka z Zeppelina, Gliwice 2004.
- Leszek Jodliński (red.), Znane i nieznane. Zabytki Gliwickich Dni Dziedzictwa Kulturowego, Gliwice 2006.
- Leszek Jodliński, Petycja Bernheima. Zwycięstwo Dawida nad Goliatem, [w:] Żydzi gliwiccy (oprac. zb.). Seria Monograficzna Muzeum w Gliwicach nr 11, Gliwice 2006, s. 219–253.
- Jolanta Wnuk, Leszek Jodliński, Gliwickie witraże: witraże z końca XIX i początku XX wieku w architekturze profanum Gliwic, Gliwice 2007.
- Anna Kwiecień, Leszek Jodliński, Zawsze blisko. Fotografie prasowe Stanisława Jakubowskiego, Gliwice 2008.
- Leszek Jodliński, „And I Still See Their Faces…”. Wilhelm von Blandowski’s Photographs From the Collection of Museum in Gliwice, [in:] “Proceedings of the Royal Society of Victoria”, Vol. 121, Number 1, 30 September 2009. p. 155–170. ISSN 0035-9211.
- Antologia. Najpiękniejsze śląskie słowo (red. zbiorowa Leszek Jodliński, Dariusz Kortko, Michał Smolorz), Katowice 2010 (I wydanie).
- Leszek Jodliński, „Nowe Muzeum Śląskie. Architektura, rewitalizacja terenów postindustrialnych, program wystawienniczy”, [w:] Sztuka i przemysł. Paradygmat innowacji – dziedzictwo kulturowe na obszarach przemysłowych Niemiec i Polski. Kunst und Industrie. Das Paradigma der Innovationen – das Kulturerbe in den Industriegebieten Deutschlands und Polens (Irma Kozina red./Hrsg.), Katowice 2013, s. 35–47.
- Leszek Jodliński, Śląskość rekonstruowana, [w:] Kwartalnik „Herito”, Nr 25, Kraków 2016., s. 204–209.
- Leszek Jodliński, Dar Samuela Hirscha. Przyczynek do historii Żydów na Górnym Śląsku, [w:] „Rocznik Historii Muzeum Górnośląskiego w Bytomiu”, Nr 11/2017. Bytom 2017. s. 25–44.
- Dziennik księdza Franza Pawlara. Górny Śląsk w 1945 roku. Opis pewnego czasu. Przekład i komentarz Leszek Jodliński, Kraków 2018 (II wydanie).
- Leszek Jodliński, „Opowiadanie historii w muzeum 100X100. Nasze Stulecie/ Das Geschichteerzählen im Museum – 100X100. Unser Jahrhundert”. [in:] Między rewolucją a okupacją Zagłębia Ruhry. Skutki I wojny światowej dla Śląska. Zwischen Revolution und Ruhrbesetzung. Materiały z konferencji/ Tagungsband, Königswinter 2019. s. 72–85
- Leszek Jodliński, Puste krzesła: historie Żydów ze Śląska, Kraków: AZORY Wydawnictwo, 2020, ISBN 978-83-950116-3-4, OCLC 1164109258. Brak numerów stron w książce
- Mieszkaniae kawalera. Między imperatywem nowoczesności i gustem własnym inwestora | Leszek Jodliński [online], Lubimyczytać.pl [dostęp 2024-03-21] (pol.).